# Черноголовая кукушка
Черноголовая кукушка (лат. Microdynamis parva) — вид птиц семейства кукушковых (Cuculidae). Единственный представитель рода Microdynamis. Выделяют два подвида. Это вид обитает в Индонезии и Папуа — Новой Гвинее в субтропических или влажных тропических равнинных лесах. Гнездовой паразит, список воспитателей не установлен.
Длина тела 20—22 см. Характерен половой диморфизм в окраске.
Питаются плодами.

## Подвиды
Выделяют два подвида:
- Microdynamis parva grisescens — Северная Новая Гвинея (залив Гумбольдта и на реке Кумуси[англ.]).
- Microdynamis parva parva — обитает на юге Новой Гвинеи и на архипелаге Д’Антркасто.